# Busswil bei Büren
Busswil bei Büren fue hasta el 31 de diciembre de 2010 una comuna suiza del cantón de Berna, situada en el distrito administrativo del Seeland. Desde el 1 de enero de 2011 fusionada en la ciudad de Lyss.

## Historia
La primera mención escrita de la localidad es atestada en 1316 bajo el nombre de Buswile. Vestigios de una gran necrópolis del período de Hallstatt al este de la localidad de Bergli, tumbas de la cultura de La Tène, cementerio medieval en Friedhof (cementerio), vestigios de un hábitat romano en Vogelsang. La zona pertenecía principalmente a los condes de Aarberg. En 1379 pasa a manos de Berna el condado de Aarberg y junto con él Busswil bei Büren. En aquella época la localidad dependía de la baja justicia de Lyss, y fue atribuida a la bailía de Aarberg. En 1803 fue cambiada a la bailía de Büren, y más tarde al distrito de Büren. Busswil bei Büren forma parte de la parroquia de Diessbach bei Büren, dispone de su propio cementerio desde 1955.
Las líneas ferroviarias Biel/Bienne-Berna (1864) y Soleura-Lyss (1876), y sobre todo la autopista A6 hicieron de Busswil bei Büren una comuna de la aglomeración de las ciudades de Lyss y de Biel/Bienne.

## Geografía
La localidad se encuentra situada en la región del Seeland, a orillas del antiguo curso del río Aar, antes de que fuera realizada la corrección de las aguas del Jura. De hecho, gracias a la corrección, varias zonas de la antigua comuna pudieron ser liberadas de inundaciones periódicas y utilizadas para la agricultura o la construcción. La antigua comuna limitaba al norte y al este con la comuna de Büetigen, al sur con Lyss, y al oeste con Worben y Studen.
Hasta el 31 de diciembre de 2009 situada en el distrito de Büren.

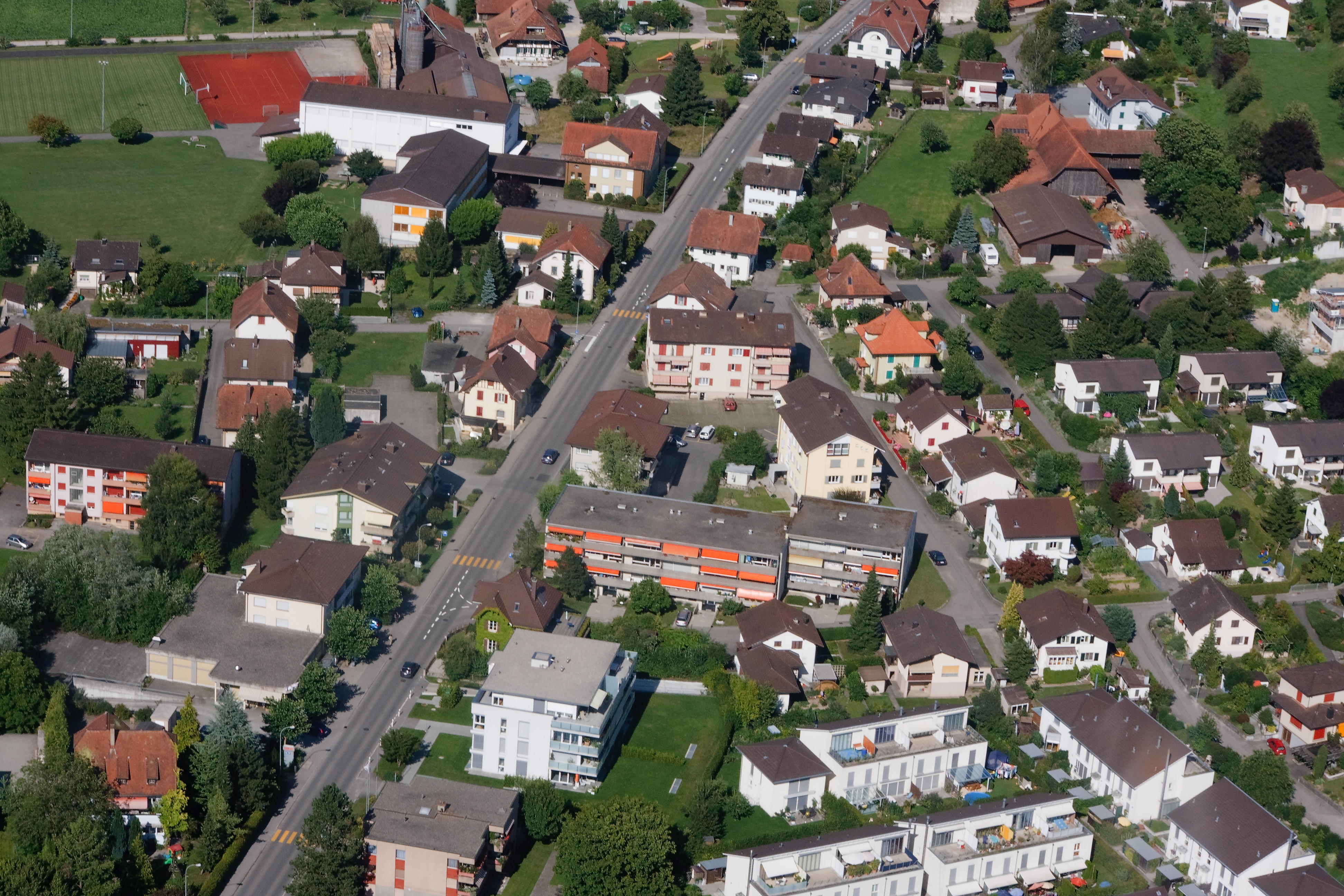
Vista aérea de Busswil bei Büren.